# Tallahassee Tennis Challenger 2004
Il Tallahassee Tennis Challenger 2004 è stato un torneo di tennis facente parte della categoria ATP Challenger Series nell'ambito dell'ATP Challenger Series 2004. Il torneo si è giocato a Tallahassee negli Stati Uniti dal 31 maggio al 6 giugno 2004 su campi in cemento.

## Vincitori

### Singolare
Cecil Mamiit ha battuto in finale  Björn Rehnquist con il punteggio di 6–4, 4–6, 7–5

### Doppio
Matias Boeker /  Noam Okun hanno battuto in finale  Mark Hlawaty /  Brad Weston 6(3)–7, 6–3, 6–4